# Manning, Iowa
Manning là một thành phố thuộc quận Carroll, tiểu bang Iowa, Hoa Kỳ. Năm 2010, dân số của thành phố này là 1500 người.

## Dân số
Dân số qua các năm:
- Năm 2000: 1490 người.
- Năm 2010: 1500 người.